# بازار آرادان
بازار آرادان مربوط به دوره قاجار است و در آرادان، مرکز شهر واقع شده و این اثر در تاریخ ۲۵ اسفند ۱۳۷۹ با شمارهٔ ثبت ۳۵۴۹ به‌عنوان یکی از آثار ملی ایران به ثبت رسیده‌است.
بازار آرادان در مرکز شهر آرادان واقع شده‌است که ابعاد آن در حدود ۵۵/۷۰×۴۰/۲۲ می‌باشد، این بنا در اوایل دوران قاجار با مصالح خشت و آجر ساخته شده و در اواسط دوران قاجار نماسازی جالبی توسط تاجری از خانواده یغمایی در آن صورت پذیرفته‌است. این بنا دارای ۳۱ حجره و دارای سردرهای جنوبی و شمالی زیبایی است که با آجر تراش نماسازی شده‌است. در میانه بازار یک فضای روباز و هشت ضلعی قرار دارد و در طرفین بازار برف انداز و بارانداز وجود داشته‌است. طاقهای بنا از نوع جناغی و کاسه پوش و اکثر مغازه‌ها دارای طاق آهنگ است این بازار در حال حاضر مورد استفاده مردم است و در سال ۱۳۹۱ به همت و پشتکار اداره میراث فرهنگی مرمت گردیده‌است. در زبان عامه مردم این بازار به عنوان بازار بالا شناخته می‌شود و مسجد مجاور آن به نام مسجد بالا شناخته می‌شود.
در آرادان، بازار پایین نیز وجود داشته‌است که در گذشته مسقف بوده‌است و به مرور فرو ریخته‌است. مسجدی نیز در مجاورت و در ضلع پایینی این بازار قرار دارد که به نام مسجد پایین شناخته می‌شود.